# 북극 원주민
북극 원주민(indigenous peoples of the arctic) 또는 북극권 제족(circumpolar peoples)은 북빙양 연안 지역의 원주민들이다.
북극권에는 대략 400 만 명의 인구가 살고 있는데, 그 중 원주민은 10%에 불과하다. 지역별로 봐서도 원주민 비중은 크지 않다. 예외적으로 그린란드에서는 이누이트 인구가 90%를 넘는다.
북극권을 실효지배하는 국가들은 원주민의 인구를 낮춰 잡는 경향이 있으며, 각 국가마다 원주민을 헤아리는 기준도 상이하기 때문에 이 지역 원주민의 정확한 수효를 헤아리기는 어렵다. 예컨대 러시아 연방에서는 공동체 인구가 5만 명이 초과되면 “북방 소수민족(малые народы Севера)”이라는 공적 지위를 박탈당한다. 그래서 인구가 많은 원주민인 코미인, 카리알라인, 야쿠트인은 러시아 법상 소수민족이 아닌 것으로 분류된다.

## 어족별로 분류한 목록
- 축치캄차카 제족
  - 축치인 - 러시아 축치반도
  - 코랴크인 - 러시아 캄차카반도
- 퉁구스 제족
  - 에벤크인 - 중국, 몽골, 러시아 일대
  - 에벤인 - 러시아 시베리아 일대
- 튀르크 제족
  - 북튀르크족
    - 돌간인 - 러시아 크라스노야르스크 변경주
    - 야쿠트인 - 러시아 사하 공화국
- 에스칼류트 제족
  - 에스키모
    - 유픽인 - 알래스카, 러시아 극동
    - 이누이트
      - 칼라알릿인 - 그린란드
      - 이누피아트인 - 캐나다, 알래스카 북해안

  - 알류트인 - 미국 알래스카주 알류샨 열도
- 우랄 제족
  - 핀우그리아 제족
    - 핀 제족
      - 페름핀족
        - 코미인
        - 우드무르트인

      - 발트핀족
        - 핀인 - 핀란드
        - 카리알라인 - 러시아 카렐리야 공화국, 핀란드, 양국 국경

  - 사모예드 제족
    - 네네츠인
    - 에네츠인
    - 응가나산인
    - 셀쿱인
- 유카기르인
- 인도유럽 제족
  - 게르만 제족
    - 북게르만족
      - 아이슬란드인
      - 노르웨이인
      - 스웨덴인

  - 슬라브 제족
    - 동슬라브족
      - 포모리